# Petit Gremi
Petit Gremi (en letó: Mazā Ģilde) és un edifici situat a Riga, capital de Letònia. L'edifici va ser construït entre els anys 1864 a 1866 segons un projecte realitzat per l'arquitecte Johann Felsko en arquitectura neogòtica.